# Czingizowo
Czingizowo (ros. Чингизово) – wieś (dieriewnia) w Rosji, w Baszkortostanie, w rejonie bajmackim. W 2021 liczyła 524 mieszkańców.